# Домишљан (лист 1874)
Домишљан: лист за сатиру и забаву је забавно-сатирични лист са сликама који је излазио у Београду од 1. јануара 1874. до 1875. године.

## Историјат
Домишљан: лист за сатиру и забаву који је излазио у Београду од 1. јануара 1874. до 1875. године. Издавач и одговорни уредник био је преводилац и писац Никола М. Никшић. Лист Домишљан престао је да излази због штампарских кривица 1875.  године, јер је уредник Никола Никшић (псеудоним Домишљан) био ухапшен.
Један од сарадника током 1874. године, поред великог броја псеудонима (-м-, Р., Мученик, Јоицакат, Анка , Старчево, Харалампија и др.) и иницијала јесте и Александар Андрић.

### Политичка оријентисаност листа
Никола М. Никшић био је веома смео човек. Храбро је критиковао тадашњу власт, а нарочито министра војске Јована Белимарковића и министра полиције Радивоја Милојковића. Замерао им је што су учињени велики пропусти при набавци опреме за српску војску, чиме су нанели огромну штету држави од око 17000 дуката, што је у то време био изузетно велики новац.
Министра војске оптужио је да заједно са кнезом Миланом Обреновићем стоји иза корупционашке афере око набавке опреме за српску војску.
Мининистра полиције критиковао је да је био упознат са припремама атентата на кнеза Михаила Обреновића.
Никола Никшић замерио се многим министрима и државницима због писања у Домишљану, бива ухапшен, осуђен и послат на робију у Пожаревац, а његов лист се забрањује.

### Периодичност излажења
Лист је излазио 1, 10. и 20. у месецу.

### Штампарија
Штампарија Н. Стефановића и Дружине.

### Цена
Цена листа за Србију: на годину дана 48. гр., на пола године 24 гр., на квартал 12. гр.
Цена листа за Аустрију: на годину дана 5. фор., на пола године 2,50 фор., на квартал 1. фор. и 30 новчића.
Претплата шаље се књижари Б. Баложића, а писма и дописи Николи М. Никшићу.

## Занимњивост
Лист „Домишљан” је давне 1874. године објавио оглас у којем панчевачка књижара браће Јовановића даје на знање да отвара Антикваријат – „да би смо могли библиотеке и научењаке наше и стране подпуно снадбевати... С тога позивамо сву ону господу, која имају старих књига на продају да нам пошаљу списак”.

## Галерија
- Домишљан, насловна страна броја 3, 1874.
- Домишљан, насловна страна броја 7, 1874.
- Домишљан, пополеђина броја 24, 1874.